# Битва статей (фільм, 2017)
«Битва статей» — комедійно-драматична стрічка, сюжет якої заснований на тенісному матчі 1973 року між Біллі Джин Кінг і Боббі Ріггсом.

## Сюжет
Гледіс Гелдмен і Кінг обурює різниця призового фонду тенісного турніру: для чоловіків він вищий ніж для жінок. Вони починають формувати окремий жіночий турнір. Одружена Біллі Джин у відсутність чоловіка заводить роман з перукаркою Мерлін Барнетт.
Боббі Ріггс — колишній тенісист, який зараз страждає від ігрової залежності, що призводить до суперечок з дружиною, вирішує довести незрівнянність чоловічого тенісу. Він пропонує матч з ним Біллі Джин, але вона відмовляється. На це погоджується Маргарет Корт, але на корті Ріггс виявляється сильнішим.
Після поразки Корт Кінг приймає виклик. Розуміючи важливість матчу, тенісистка наполегливо тренується на відміну від Боббі, який весь час розважається. Біллі Джин Кінг перемагає Боббі Ріггса.

## У ролях
| Актор               | Роль               |
| ------------------- | ------------------ |
| Емма Стоун          | Біллі Джин Кінг    |
| Стів Керелл         | Боббі Ріггс        |
| Андреа Райзборо     | Мерлін Барнетт     |
| Сара Сільверман     | Гледіс Гелдмен     |
| Білл Пуллман        | Джек Крамер        |
| Алан Каммінг        | Тед Тінлінг        |
| Елізабет Шу         | Прісцилла Ріґґз    |
| Остін Стовелл       | Ларрі Кінг         |
| Наталі Моралес      | Розмарі Касалс     |
| Фред Армісен        | Рео Блер           |
| Ерік Крістіан Олсен | Лорні Куле         |
| Джессіка Мак-Немі   | Маргарет Сміт-Корт |
| Марта Мак-Айзек     | Джейн Бартковіч    |
| Льюїс Пуллман       | Ларрі Ріґґз        |
| Джон Макгінлі       | друг Боббі         |

## Український Дубляж
- Студія: Постмодерн
- Перекладач: Сергій Кириченко
- Режисерка дублювання: Людмила Петриченко
- Звукорежисер: Антон Семикопенко
- Менеджерка проєкту: Ірина Туловська

Дублювали:
- Біллі — Юлія Перенчук
- Боббі — Ярослав Чорненький
- Ґледіс — Олена Бліннікова
- Мерилін — Марина Локтіонова
- Маргарет — Катерина Башкіна-Зленко
- Ларрі — Дмитро Гаврилов
- Креймер — Євген Пашин
- Розі — Оксана Гринько
- Персик — Ганна Соболєва
- Лорні — Роман Чорний

А також: Катерина Буцька, Олесь Гімбаржевський, Юрій Гребельник, Юрій Кудрявець, Дарина Муращенко, Олександр Погребняк, Наталя Поліщук, Роман Семисал, Андрій Соболєв, Олександр Солодкий, Дмитро Терещук, Володимир Терещук,

## Створення фільму

### Виробництво
Зйомки фільму проходили в Лос-Анджелесі, Каліфорнія, США.

### Знімальна група
- Кінорежисер — Джонатан Дейтон, Валері Фаріс
- Сценарист — Саймон Бофой
- Кінопродюсери — Крістіан Колсон, Денні Бойл, Роберт Граф
- Композитор — Ніколас Брітелл
- Кінооператор — Лінус Сандгрен
- Кіномонтаж — Памела Мартін
- Художник-постановник — Джуді Бекер
- Артдиректор — Александр Вей
- Художник з костюмів — Мері Зофрес
- Підбір акторів — Джастін Артета, Кім Девіс-Вагнер[2].

## Сприйняття

### Критика
Фільм отримав схвальні відгуки. На сайті Rotten Tomatoes оцінка стрічки становить 86 % на основі 249 відгуків від критиків (середня оцінка 7,2/10) і 73 % від глядачів із середньою оцінкою 3,6/5 (14 725 голосів). Фільму зарахований «свіжий помідор» від кінокритиків та «попкорн» від глядачів, Internet Movie Database — 6,8/10 (20 948 голосів), Metacritic — 73/100 (46 відгуків від критиків) і 6,2/10 (89 відгуків від глядачів).

### Номінації та нагороди
| Нагороди та номінації фільму «Битва статей» | Нагороди та номінації фільму «Битва статей» | Нагороди та номінації фільму «Битва статей»          | Нагороди та номінації фільму «Битва статей» | Нагороди та номінації фільму «Битва статей» | Нагороди та номінації фільму «Битва статей» |
| Рік                                         | Кінофестиваль/кінопремія                    | Категорія/нагорода                                   | Номінант                                    | Результат                                   |                                             |
| ------------------------------------------- | ------------------------------------------- | ---------------------------------------------------- | ------------------------------------------- | ------------------------------------------- | ------------------------------------------- |
| 2017                                        | «Chéries-Chéris»                            | Приз за акторську гру                                | Емма Стоун                                  | Перемога                                    |                                             |
| 2017                                        | «Chéries-Chéris»                            | Гран-прі                                             | Джонатан Дейтон, Валері Фаріс               | Номінація                                   |                                             |
| 2017                                        | «Супутник»                                  | Найкраща акторка                                     | Емма Стоун                                  | Номінація                                   |                                             |
| 2018                                        | «Золотий глобус»                            | Найкраща чоловіча роль у фільмі — комедія або мюзикл | Стів Керелл                                 | Номінація                                   |                                             |
| 2018                                        | «Золотий глобус»                            | Найкраща жіноча роль у фільмі — комедія або мюзикл   | Емма Стоун                                  | Номінація                                   |                                             |
| 2018                                        | Премія Гільдії кіноакторів США              | Найкраща чоловіча роль другого плану                 | Стів Керелл                                 | Номінація                                   |                                             |
| 2018                                        | «Вибір критиків»                            | Найкраща чоловіча роль у комедії                     | Стів Керелл                                 | Номінація                                   |                                             |
| 2018                                        | «Вибір критиків»                            | Найкраща жіноча роль у комедії                       | Емма Стоун                                  | Номінація                                   |                                             |